# Statua reliquiario di santa Fede di Agen
La statua di santa Fede di Agen conosciuta anche come  La Maestà di San Foy,  è un'opera scultorea lignea ricoperta in oro e argento realizzata da scultori e orafi sconosciuti nel X secolo e conservata presso la chiesa di Sainte-Foy a Conques.

## Storia
La chiesa di Sainte-Foy, importante centro di pellegrinaggio grazie la sua posizione sul Cammino di Santiago di Compostela, conserva opere d'importante interesse artistico, storico e religioso, che fanno parte del «tesoro di Conques». Tra queste, quella di maggior pregio, è la statua reliquiario di santa Fede, giovane donna martirizzata nel III secolo a Agen. La scultura è una delle rare e importanti testimonianze dell'arte orafa carolingia.

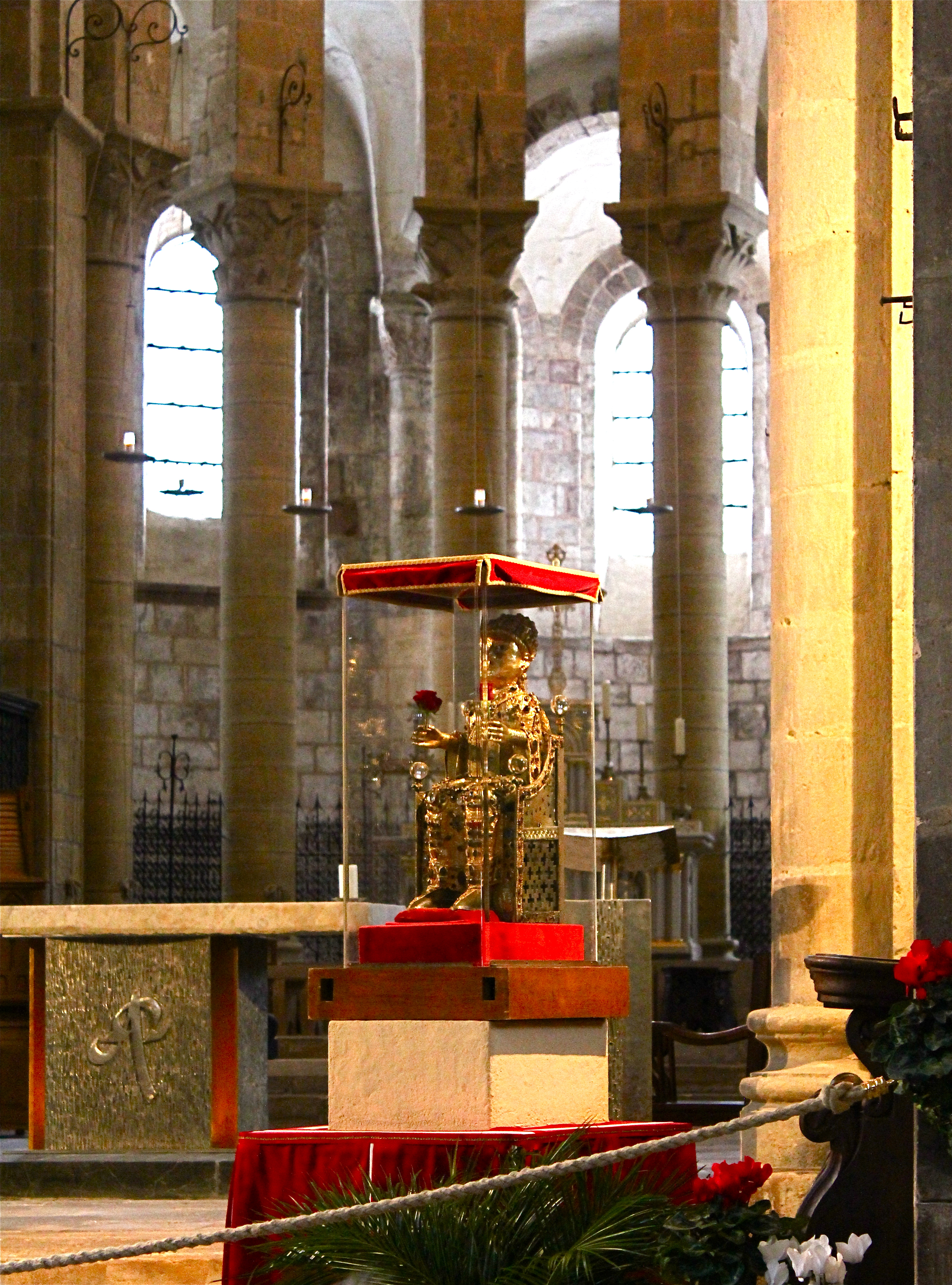
Statua della reliquia di santa Fede

La leggenda vuole che la reliquia del cranio della santa, nel 866 fosse stata rubata in modo surrettizio, dalla cattedrale di Agen, dove era conservata, da un monaco proveniente dal monastero di Conques-en-Rouergue, nel Limosino. Il monaco rimase dieci anni presso il monastero di Agen e quando riuscì a conquistare la fiducia dei monaci, depredò la reliquia portandola nel monastero di Conques dove fu realizzata la “maestà” perché vi venisse conservata.
Nel 995 un certo Guilbert fu miracolato dalla sua condizione di non vedente, grazie alla sua preghiera rivolta alla santa. Da questo miracolo la santa fu indicata come taumaturgo portando molti pellegrini a visitare la chiesa e pregare presso la reliquia. Molti altri miracoli furono segnalati, in particolare la liberazione di molti prigionieri che portarono in chiesa i loro ceppi come ex voto alla reliquia della santa, come indicato nel Giudizio Universale.
I restauri della seconda metà del Novecento, hanno permesso uno studio approfondito della statua che è stata sicuramente creata in tempi differenti. Durante la rivoluzione francese, la statua, così come tutti i tesori conservati nella chiesa, per non esser trafugati furono nascosti nel 1793 dagli abitanti la cittadina e riconsegnati integri. Dal 1905 la maestà è di proprietà comunale e viene usata durante le celebrazioni liturgiche

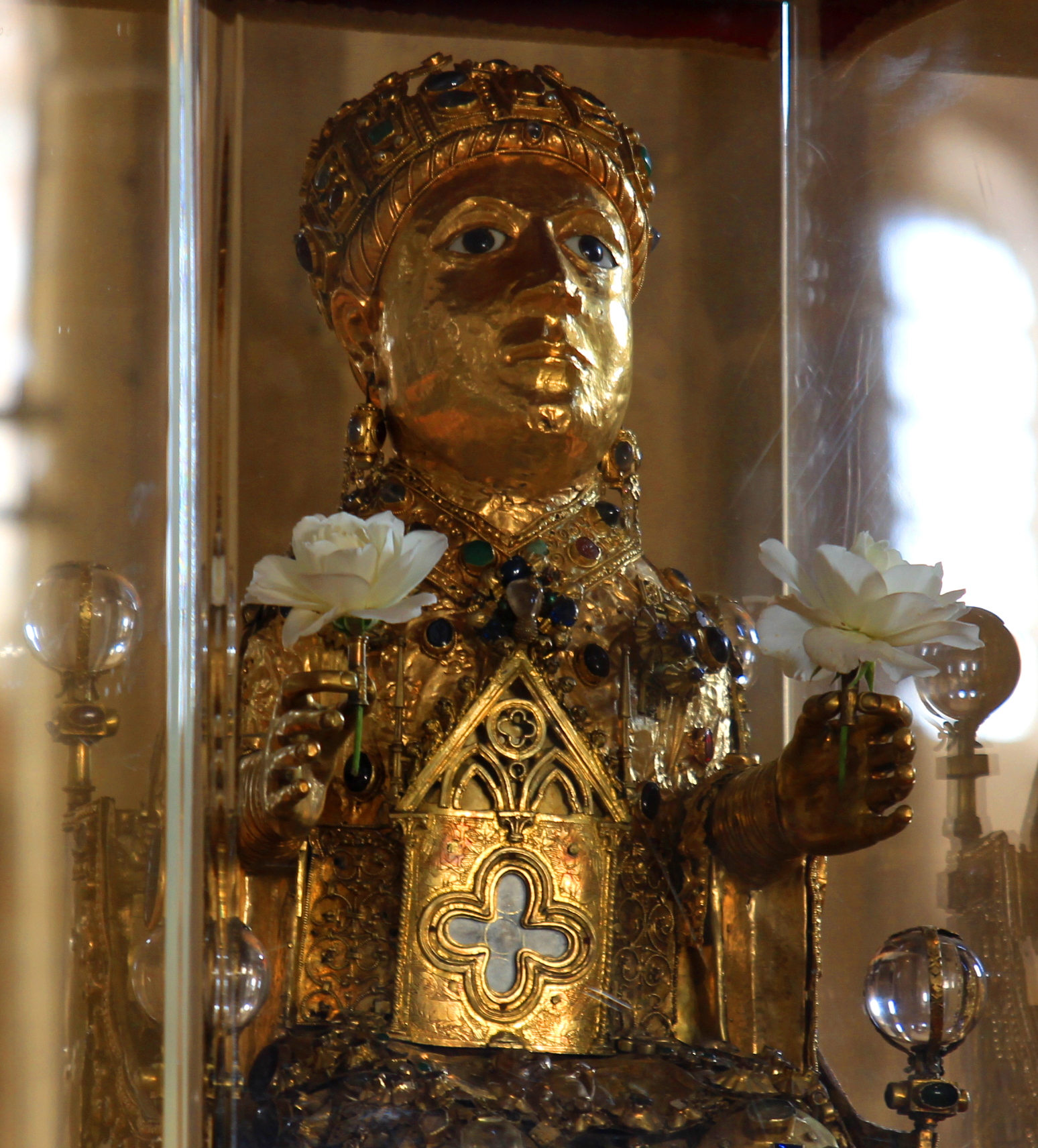
Stata di santa Fede di Agen - particolare

## Descrizione
La statua-reliquario, che ha un'altezza di 85 cm, fu realizzata assemblando parti diverse, in più tempi da scultori e orafi differenti. L'anima interna è in legno di tasso, e pare essere piuttosto grezza alla sua creazione, sicuramente non realizzata per essere vista, ma per essere poi ricoperta. L'originare decorazione fu più volte modificata nel tempo per essere poi ricoperta in lamine d'oro e decorata di pietre preziose, argento dorato, smalto e incastonata di gemme ancora nell'Ottocento.
La testa era originariamente il ritratto di un imperatore romano del IV secolo, forse la sua statua funeraria. L'insieme conferisce all'opera un aspetto di idolo severo caratteristica che colpisce molto gli osservatori.
La santa siede su di un trono posto sopra un cuscino verde, e si presenta con gli avambracci in avanti e le mani aperte, portando il busto in una posizione molto rigida nel movimento e sproporzionata nelle misure, con la testa, i piedi e le mani molto più grandi rispetto al corpo. Le mani e i piedi risalgono a una ricostruzione quattrocentesca. Il diadema e alcune parti della veste risalgono invece al primo millennio. Le dita tengono un tubo dorato dove a volte vengono posti fiori.

Il retro della statua presenta uno spazio dove è conservata la reliquia della santa inserita in una custodia d'argento, detto ostensorio completo di timpano con un'apertura in vcristallo di rocca che lascia vedere la reliquia della santa dai pellegrini che vengono a pregare.
La statua è conservata in una teca di vetro sul lato sinistro del presbiterio.